# Euphyia inopiata
Euphyia inopiata là một loài bướm đêm trong họ Geometridae.